# 默兹河畔罗曼
默兹河畔罗曼（法語：Romain-sur-Meuse，法語發音：[ʁɔmɛ̃ syʁ møz]）是法国上马恩省的一个市镇，属于肖蒙区。

## 地理
默兹河畔罗曼（48°10'22"N, 5°32'2"E）面积16.44 平方千米，位于法国大東部大區上马恩省，该省份为法国东北部内陆省份，北起马恩省和默兹省，西接奥布省，西南接科多尔省，东南接上索恩省，东临孚日省。
与默兹河畔罗曼接壤的市镇（或旧市镇、城区）包括：圣玛丽堡、沙尔夫赖讷、克兰尚、于伊利埃库尔、伊卢、奥济耶尔。

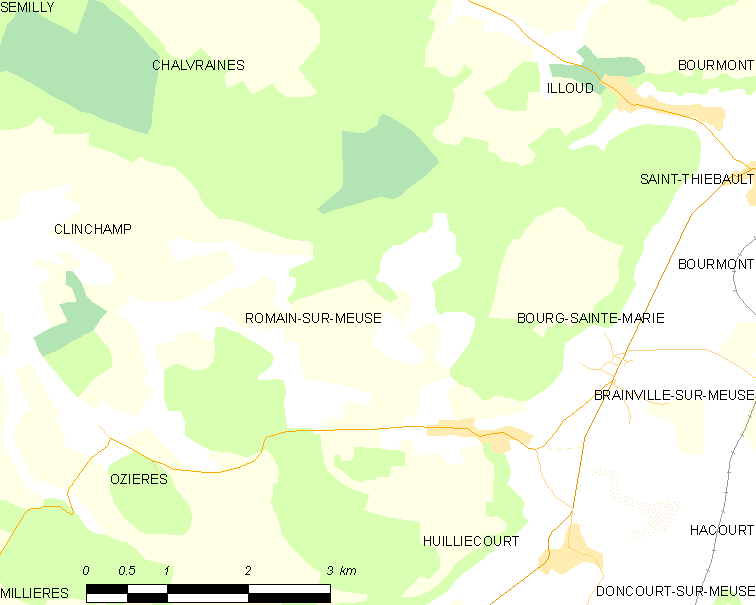
默兹河畔罗曼的OSM定位图

默兹河畔罗曼的时区为UTC+01:00、UTC+02:00（夏令时）。

## 行政
默兹河畔罗曼的邮政编码为52150，INSEE市镇编码为52433。

## 政治
默兹河畔罗曼所属的省级选区为普瓦松县。

## 人口

1962-2008年间默兹河畔罗曼人口变化图示

默兹河畔罗曼于2022年1月1日时的人口数量为88人。